# Barbara Bubula
Barbara Ewa Bubula, née le 4 mars 1963 à Cracovie, est une femme politique polonaise. Elle a été élue au Parlement national Polonais le 25 septembre 2005, réunissant 2 832 votes à Cracovie. Elle est membre du parti politique Droit et Justice.